# Ynys y Fydlyn
Ynys y Fydlyn (deutsch Insel Fydlyn) ist eine per Tombolo mit dem Festland verbundene Gezeiteninsel im Nordwesten von Anglesey in Wales in einem dem National Trust gehörenden Küstenabschnitt. Der Anglesey Coastal Path zwischen Porth Trwyn und Cemaes führt an der Insel vorbei.
Die Royal Commission on the ancient and historical monuments of Wales hat bei Untersuchungen der Insel im Jahr 1994 keine Hinweise darauf gefunden, dass diese als Promontory Fort genutzt wurde. Es gibt mehrere kleine Höhlen und ein paar Felsenpools. Hinter dem Strand liegt ein kleiner Teich. 
In einer Untersuchung des "Gwynedd Archaeological Trust" von 2004 für die walisische Denkmalbehörde Cadw wird die Insel als möglicher Standort eines Promontory Fort genannt, die Anlage wird aber als „seltsam und unsicher“ eingestuft. Ein Wall auf der flacheren Südseite könne anthropogen sein, weise aber keine Toranlage auf, was auf Erosion zurückzuführen sei. Innerhalb der möglichen Befestigung sei lediglich Platz für eine Hütte gewesen, eine in der Vergangenheit ebenfalls als Hütte angesprochene runde Struktur sei vermutlich ein überwachsenes Wasserbecken.
Die schwedische Bark Hudiksvall sank hier im November 1890. Die 16-köpfige Mannschaft wurde vom herbeieilenden Rettungsboot aus Holyhead gerettet.